# Dans på rosor
Dans på rosor är en svensk komedifilm från 1954 i regi av Schamyl Bauman. I huvudrollerna ses Sickan Carlsson och Karl-Arne Holmsten.

## Handling
Marianne är dansös på Lilla Teatern, en teater som har ekonomiska problem och hotas av nedläggning. Marianne förälskar sig i teaterns ägare, Stig. Efter en hel del turer lyckas skådespelarna sätta upp en ny revy, med Marianne i huvudrollen, en revy som kommer avgöra teaterns öde.

## Om filmen
Filmen är inspelad under 80 inspelningsdagar mellan den 8 december 1953 och den 5 april 1954 i AB Sandrew-ateljéerna i Stockholm (Centrumateljéernas A- och B-hall) och på Södra Teatern i Stockholm. Den hade premiär på biograf Royal i Stockholm den 9 augusti 1954.
Dans på rosor har visats i SVT, bland annat i juni 2019.

## Rollista
- Sickan Carlsson – Marianne Molin, revyartist
- Karl-Arne Holmsten – Stig Broman, byggnadsingenjör
- Olof Winnerstrand – Anders Olander, teaterdirektör
- Dagmar Ebbesen – Johanna, Stigs hushållerska
- John Botvid – Gustafsson, teatervaktmästare
- Egon Larsson – Kurre Jansson, balettmästare och revyartist
- Elisaveta – Clary Brandt, revyartist
- Hjördis Petterson – Olga Eckers, avgående direktör
- Inger Juel – Maggie Broman, hennes dotter, Stigs f.d. fru, revyartist
- Sten Gester – Sten Berger, journalist
- Axel Högel – "Plinten" Johansson, belysningsmästare
- Sten Mattsson – varubudet med hattar

Ej krediterade
- Arne Källerud – Börje, revyartist
- Hasse Funck – Tore, revyartist
- Allan Edwall – Olsson, journalist vid Kvällstidningen
- Aurore Palmgren – Hanna, sufflös
- Hanny Schedin – sömmerska
- Dagmar Olsson – garderobiär på teatern
- Gudrun Folmer-Hansen – garderobiär på teatern
- Berndt Westerberg – Karlsson, teatervaktmästare
- Holger Kax – teatervaktmästare
- Amy Jelf – telefonist på Bromans kontor
- Sten Hedlund – affärsman på Bromans kontor
- Åke Lindström – affärsman på Bromans kontor
- Gustaf Malmgren – affärsman på Bromans kontor
- Roland Jansson – Helge, tidningsfotograf
- Georg Skarstedt – mannen från elektricitetsverket
- Birger Åsander – rörmokare
- Erik Sedolin – rörmokare
- Tage Frisell – rörmokare
- Erik Bergman – rörmokare
- John Ivar Deckner – revyartist, dansare
- Mario Mengarelli – revyartist, dansare
- Ulla Nyrén – revyartist, dansare
- Pia Hammarbäck – revyartist, dansare/stand-in för Sickan Carlsson i delar av Apachedansen
- Kerstin "Kicki" Bratt – revyartist, dansare
- Britta Green – revyartist, dansare
- Lilian Fries – revyartist, dansare
- Inga-Lisa Jönsson – revyartist, dansare
- Elsie Teike – revyartist, dansare
- Mercedes Lampert – revyartist, dansare
- Berit Thul – revyartist, dansare
- Elis Gustavsson – revyartist, dansare
- Tommy Nilson – revyartist
- Kjell Nordenskiöld – revyartist
- Göte Stergel – revyartist, dansare
- Aulis Peltonen – revyartist, dansare
- Bengt Andersson – revyartist, dansare
- Arne Eriksson – revyartist, dansare
- Erik Sjögren – revyartist, dansare
- Stig Holm – orkesterledare och pianist på teatern
- Wilma Malmlöf – gäst på kräftskivan
- Karin Högel – gäst på kräftskivan
- Renée Grün – cigarrettflickan på kräftskivan
- John Starck – man i teaterpubliken

Ej identifierad
- John Hilke – scenarbetare

## DVD
Filmen gavs ut på DVD 2010 och 2011.